# Donald Maclean (político británico)
Donald Maclean (9 de enero de 1864-15 de junio de 1932) fue un político del Partido Liberal británico en el Reino Unido. Fue líder de la oposición entre 1918 y 1920 y sirvió en el Gabinete del Gobierno Nacional de Ramsay MacDonald como presidente de la Junta de Educación desde 1931 hasta su muerte en junio del año siguiente.

## Vida y carrera
Nacido en Farnworth, cerca de Bolton, Lancashire, Maclean era el hijo mayor de John Maclean, cordwainer originario de Tiree en las Hébridas Interiores, y su esposa Agnes Macmillan. Su hermano menor era Sir Ewen Maclean.
Maclean ejerció como abogado con prácticas en Cardiff y Lincoln's Inn Fields, Londres. Miembro de la Iglesia Presbiteriana de Inglaterra, fue vicepresidente del Consejo de la Iglesia Libre de Cardiff en 1902–3, y también trabajó en estrecha colaboración con la Sociedad Nacional para la Prevención de la Crueldad contra los Niños. Fue una elección de última hora como uno de los candidatos del Partido Liberal en Bath en las elecciones generales de 1900, pero fue derrotado en las urnas. En las elecciones generales de 1906, se presentó de nuevo y fue elegido miembro liberal del parlamento por el distrito electoral. Mientras era diputado, votó a favor del proyecto de ley de derecho al voto de la mujer de 1908.
Perdió su escaño en las elecciones generales de enero de 1910, pero cambió de distrito electoral en las elecciones generales de diciembre de 1910 y fue devuelto por Peebles y Selkirk, un escaño que ocupó hasta 1918. Luego representó a Peebles y South Midlothian entre 1918 y 1922, perdiendo en las elecciones generales del Reino Unido de 1922 y luego en la División Norte de Cornualles entre 1929 y 1932.
Maclean fue nombrado Consejero Privado en 1916, y fue nombrado caballero en 1917. Fue líder del Partido Parlamentario Liberal de 1918 a 1920, ya que el líder del Partido Liberal, HH Asquith había perdido su escaño en la Cámara de los Comunes. Durante esos dos años también se desempeñó como líder de la oposición, mientras que los laboristas no tenían un líder oficial y el Sinn Féin se negaba a participar en el gobierno parlamentario.
Hacia el final de su vida, Maclean se unió al Gobierno Nacional encabezado por Ramsay MacDonald. Se desempeñó como presidente de la Junta de Educación de 1931 a 1932.
Murió de una enfermedad cardiovascular el 15 de junio de 1932 a la edad de sesenta y ocho años.

## Familia

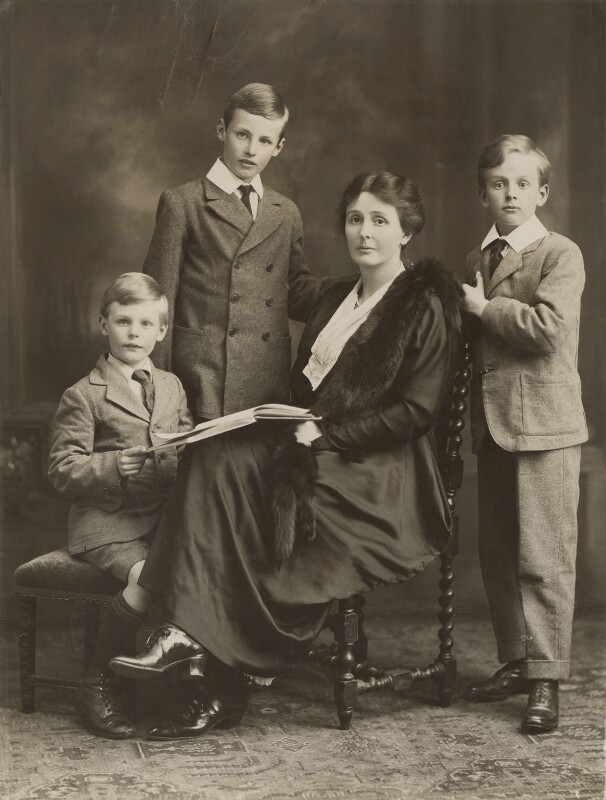
De izquierda a derecha: Donald Maclean; Ian Lockarbie Maclean; Gwendolen Margaret Devitt, Andrew Ewen Maclean en 1920

Maclean se casó con Gwendolen Margaret Devitt (26 de septiembre de 1880 - 23 de julio de 1962), hija de Andrew Devitt (1850-1931) y Jane Dales Morrison (1856-1947), el 2 de octubre de 1907. Están enterrados en el cementerio de la Iglesia de la Santísima Trinidad, Penn, Buckinghamshire, junto con su hijo mayor, Ian. El diplomático y espía, Donald Duart Maclean, fue otro de sus hijos; sus cenizas también están enterradas allí. La pareja también tuvo dos hijos más.